# Phi-Phi (film)
Pour les articles homonymes, voir Phi-Phi.
Pour plus de détails, voir Fiche technique et Distribution.
Phi-Phi est un film français réalisé par Georges Pallu et sorti en 1926. Il s'agit d'une adaptation de l'opérette Phi-Phi   d'Albert Willemetz et Fabien Sollar, créée en 1918.

## Synopsis
Madame Fidias est jalouse des jeunes femmes qui posent pour son mari sculpteur. Elle se bat pour retrouver l'attention de Phi-Phi (nom affectueux pour Fidias), en utilisant ses charmes féminins et sa ruse.

## Fiche technique
- Réalisation : Georges Pallu (sous le pseudonyme de  Dimitri Fexis)[1]
- Scénario : d'après l'opérette Phi-Phi   d'Albert Willemetz et Fabien Sollar[2].
- Musique : Henri Christiné
- Genre : Comédie
- Date de sortie : 1926[3].

## Distribution
- Georges Gauthier : Fidias / Phi-Phi
- Gaston Norès : l'ami de Fidias
- Rita Jolivet : Madame Fidias
- Irène Wells : un modèle
- André Deed
- Tony Cooper
- Olga Noël